# María Teresa Roca de Togores
María Teresa Roca de Togores y Pérez del Pulgar (San Juan de Luz, 7 de octubre de 1905-Madrid, 1989), marquesa de Beniel. Fue una poeta española que destacó dentro del movimiento modernista y las vanguardias.

## Trayectoria vital
Nació en la ciudad francesa de San Juan de Luz en una familia perteneciente a la aristocracia española. Su madre era María de las Angustias Pérez del Pulgar y su padre Alfonso Roca de Togores, marqués de Alquibla. Era asidua colaboradora de revistas como Blanco y Negro, donde no solo publicaba poemas suyos sino también relatos en prosa sobre figuras históricas, como Don Álvaro de Luna, o reseñas de la Alta Sociedad. Su dedicación a la poesía era considerada una distracción de buen tono entre la aristocracia, no se consideraba que pudiera ser un oficio. La consideraban una dedicación culta, interesante y enriquecedora pero de carácter secundario. Frecuentaba las mismas tertulias que Ernestina de Champourcin, que la consideraba amiga suya, ya que no solo coincidían en Madrid sino también en los veranos en La Granja. Además publicaron sus primeras obras entre 1923 y 1926 junto a Cristina de Arteaga (1925) y Concha Méndez (1926). Esta irrupción de jóvenes autoras fue una sorpresa para los círculos literarios que incluso afirmaron que esa poesía no podía ser escrita por mujeres, como recordaba Champourcin. Se casó con Carlos de Rojas y Moreno, conde de Torrellano y marqués de Beniel en 1928. Murió en la capital española en 1989.

## Trayectoria literaria
En 1923 publicó su primer libro, Poesías, en la Imprenta del Sucesor de R. Velasco. Fue prologado por Carlos de Cuenca, que de manera continuada se refiere a la poeta como "señorita aficionada". Destaca de la poesía de esta autora su "pureza", su carácter "cristalino" y su "espontaneidad", aunque también observa "una profundidad y un vigor más bien varoniles". Este hecho lo enfatiza por la juventud de la autora. Destaca también su origen noble que avala la calidad del poemario. Este libro sigue la corriente literaria del Modernismo. Predominan los versos de arte mayor- sobre todo alejandrinos- agrupados en estrofas clásicas como la sexta rima, el serventesio y el quinteto. Los temas son los propios de este movimiento, escenas palaciegas del siglo XVIII, angustia existencial y la fugacidad del tiempo. Algunos poemas tienen un aire decandentista, con referencias a la muerte, las tinieblas... En otros aparece la imagen de la mujer llorosa, siguiendo a Rubén Darío y su "Sonatina".
Romances del Sur apareció en 1935, en Ávila, y ya lo firmó como marquesa de Beniel. En él hay una evolución hacia un tipo de poesía más popular, con versos de arte menor propios de los romances. Está dividido en cinco apartados sin título con lo que no hay explicación de dicha división. La influencia de García Lorca es indudable, sobre todo de su Romancero gitano. La muerte es una presencia a lo largo de todo el libro que, por otro lado, está ambientado en Sur. Tiene también imágenes vanguardistas. Otros temas son la infancia y el mar.
En 1946 apareció en la Antología de poetas españoles contemporáneos en lengua castellana, en la que figuran once mujeres y doscientos sesenta y un hombres, publicada por César González Ruano. En 1946 ella misma se publicó un libro, El puente de humo, y no volvió a publicar hasta 1974, cuando vio la luz su Antología Intemporal.

## Títulos publicados
- 1923 Poesías
- 1935 Romances del Sur
- 1946 El puente de humo
- 1974 Antología Intemporal